# Almirall General
Almirall General és un grau militar de les marines danesa, neerlandesa, alemanya, russa, espanyola i sueca. El seu origen és un títol pels alts dignataris militars o navals de les marines europees.

## Tercer Reich

Estendard d'un Generaladmiral

A la Kriegsmarine durant la II Guerra Mundial, un Almirall General (alemany: generaladmiral) era un rang superior a admiral, però inferior a  Großadmiral. Un Generaladmiral era un rang de 4 estrelles, i en el sistema de rangs tradicional alemany fins a la Segona Guerra Mundial era equivalent a un vicealmirall de la Royal Navy britànica o de la Marina dels Estats Units.
La insígnia de màniga d'un generaladmiral era la mateixa que la d'un admiral, amb una franja gruixuda sota 3 franges regulars. Els Generaladmirals duien una tercera estrella a les espatlleres per diferenciar-se dels almiralls. L'equivalent al Heer i a la Luftwaffe era generaloberst.
El 1943 es publicà una directiva segons la qual el Oberbefehlshaber der Kriegsmarine (Comandant de la Marina) que tingués el rang de generaladmiral havia de lluir la insígnia de bocamàniga d'un Großadmiral, però la insígnia d'espatlla de Generaladmiral. Al Heer es realitzava una pràctica semblant, permetent als generalobersts a portar quatre estrelles a l'espatllera quan realitzaven tasques pròpies d'un generalfeldmarshall.
El 20 d'abril de 1936 va atorgar-se per primera vegada el rang, al qui seria Großadmiral Erich Raeder.
Els altres posseïdors del rang van ser:
- Conrad Albrecht (1 d'abril de 1939)
- Alfred Saalwächter (1 de gener de 1940)
- Rolf Carls (19 July 1940)
- Hermann Boehm (1 d'abril de 1941)
- Karl Witzell (1 d'abril de 1941)
- Otto Schultze (31 d'agost de 1942)
- Wilhelm Marschall (1 de febrer de 1943)
- Otto Schniewind (1 de marc de 1944)
- Walter Warzecha (1 de marc de 1944)
- Oskar Kummetz (16 de setembre de 1944)
- Hans-Georg von Friedeburg (1 de maig de 1945)

És curiós citar que Karl Dönitz va ser promogut a Großadmiral sense haver estat abans generaladmiral.

## Imperi rus
Almirall General (rus: генера́л-адмира́л) era el màxim rang de la Marina Imperial Russa com s'establí a la Taula de Rangs, i equivalent al de Mariscal de Camp. Era un càrrec purament honorífic i durant la major part de la seva existència, era atorgada a una persona en servei actiu, habitualment a un cap de departament naval, típicament un descendent de la família reial Romanov.
Només van haver 9 posseïdors del rang:
- Comte Franz Lefort (1695)
- Comte Fedor Golovin (primer Canceller Rus) (1700)
- Comte Fiodor Matveievitx Apraksin (1708)
- Comte Andrei Ivànovitx Osterman (Heinrich Johann Friedrich Ostermann) (1740; acomiadat el 1741)
- Príncep Mikhaïl Golitsin (1756)
- Gran Duc (Tsar des de 1796) Pavel Petròvitx (1762)
- Comte Ivan Txernitxiov (1796)
- Gran Duc Constantíe Nikolaievitx (1831).
- Gran Duc Alexei Alexandròvitx (1883).

El rang s'abolí amb la caiguda de l'Imperi i no es va reviure quan es reintroduïren les distincions de rang entre 1935-1940. El rang d'Almirall de la Flota de la Unió Soviètica podria considerar-se com un equivalent modern.

## Espanya
El rang d'Almirall General (espanyol: Almirante General) és el segon màxim rang dins la jerarquia de l'Armada espanyola. Està precedit pel de Capità General, càrrec ostentat pel Rei d'Espanya, i els seus homòlegs són el de General d'Exèrcit a l'exèrcit de terra i General de l'Aire a l'Exèrcit de l'Aire.
El rang d'Almirall General és relativament nou dins de l'escalafó militar espanyol; sent incorporat per equiparar-se a les escales militars de la resta de països de l'OTAN (OF-10), que compten amb cinc rangs d'almiralls.
Segons la Llei 17/1999, el rang d'Almirall General és ostentat per l'Almirall Cap de l'Estat Major de l'Armada (AJEMA). A més, sempre i qual pertanyi a l'Armada, el Cap de l'Estat Major de la Defensa (JEMAD) també ostentarà el rang. Un cop cessi, passa directament a la situació de reserva durant sis anys, passant posteriorment al retir, mantenint sempre la dignitat d'Almirall General.
La seva divisa és un entorxat sota 3 galons daurats, amb una estrella de 5 puntes. L'espatllera llueix un bastó de comandament i un sabre creueats sobre quatre estrelles de 4 puntes, amb una corona reial sobre el conjunt.

## Regne de Portugal
Entre 1892 i 1910, el rang d'Almirall General (portuguès: Almirante-general) era el màxim rang de la Marina Portuguesa. Aquest rang només era ostentat pel Rei de Portugal com a comandant en cap constitucional de la Marina. El rang era equivalent al de marechal-general, també ostentat pel rei com a comandant en cap de l'Exèrcit Portuguès.

## Divises

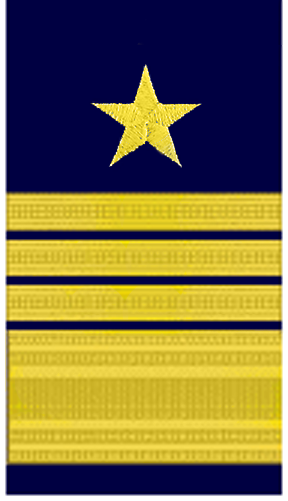
Alemanya: Generaladmiral
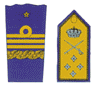
Espanya Almirante General